# Hummock

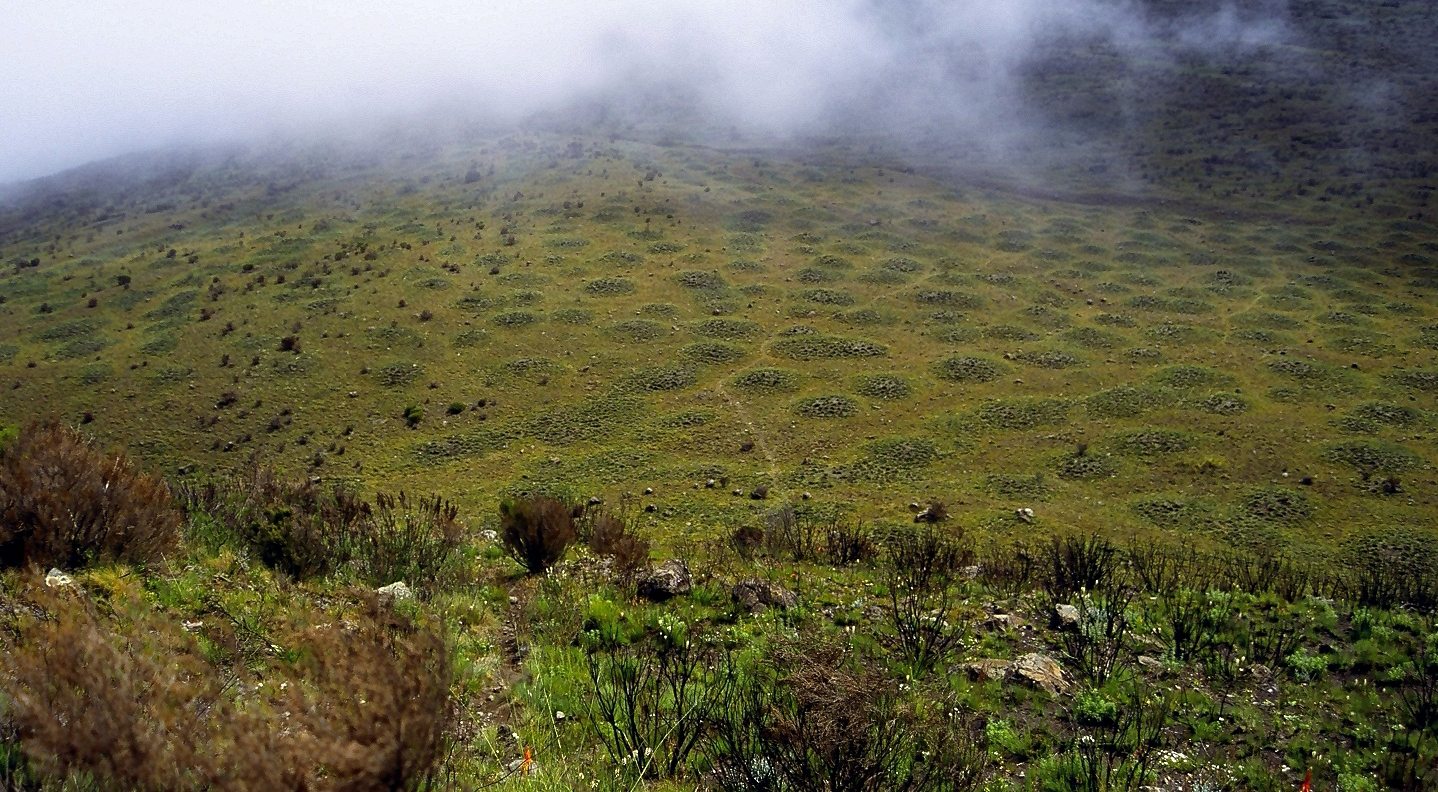
Vue de hummocks de pergélisol sur le mont Kenya.

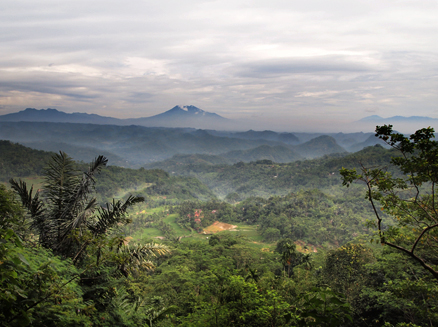
Vue des dix mille collines de Tasikmalaya en Indonésie, des hummocks volcaniques formés par une avalanche de débris du Galunggung visible dans le lointain.

Un hummock est un type de relief de quelques dizaines de centimètres à quelques dizaines de mètres de hauteur pouvant avoir trois origines :
- hummock glaciaire lorsqu'il s'agit d'un épaississement d'une banquise en raison de contraintes physiques et lors de modifications de conditions météorologiques ;
- hummock de pergélisol (thúfurs) lorsqu'il s'agit de monticules de terre peu élevés formés par le gel du sol ;
- hummock de débris, notamment volcaniques lorsqu'il s'agit de collines nées lors d'un important glissement de terrain ou éruption volcanique accompagnée d'une avalanche de débris[1].

Les hummocks de glace ne doivent pas être confondus avec les rides de pression qui sont provoqués par une alternance de périodes de dégel et de gel.
Les hummocks de débris sont les seuls à avoir un mode de formation ne faisant pas intervenir de la glace. Ils sont composés d'une masse de débris tantôt hétéroclites, tantôt reflétant la structure de l'ancien relief, qu'il soit volcanique ou non. Ils peuvent se présenter en groupe de centaines de collines comme ceux formés par l'éruption du mont Saint Helens en 1980 ou ceux composant les dix mille collines de Tasikmalaya en Indonésie nés d'une éruption du Galunggung il y a environ 4 200 ans.